# Johann Gregor Memhardt
Johann Gregor Memhardt, auch Johann Georg Memhard, (* 1607 Linz an der Donau; † 1678 in Berlin oder Ulm) war ein Militär, Landschaftsplaner, Bauzeichner und Politiker während und nach dem Dreißigjährigen Krieg.

## Leben und Wirken

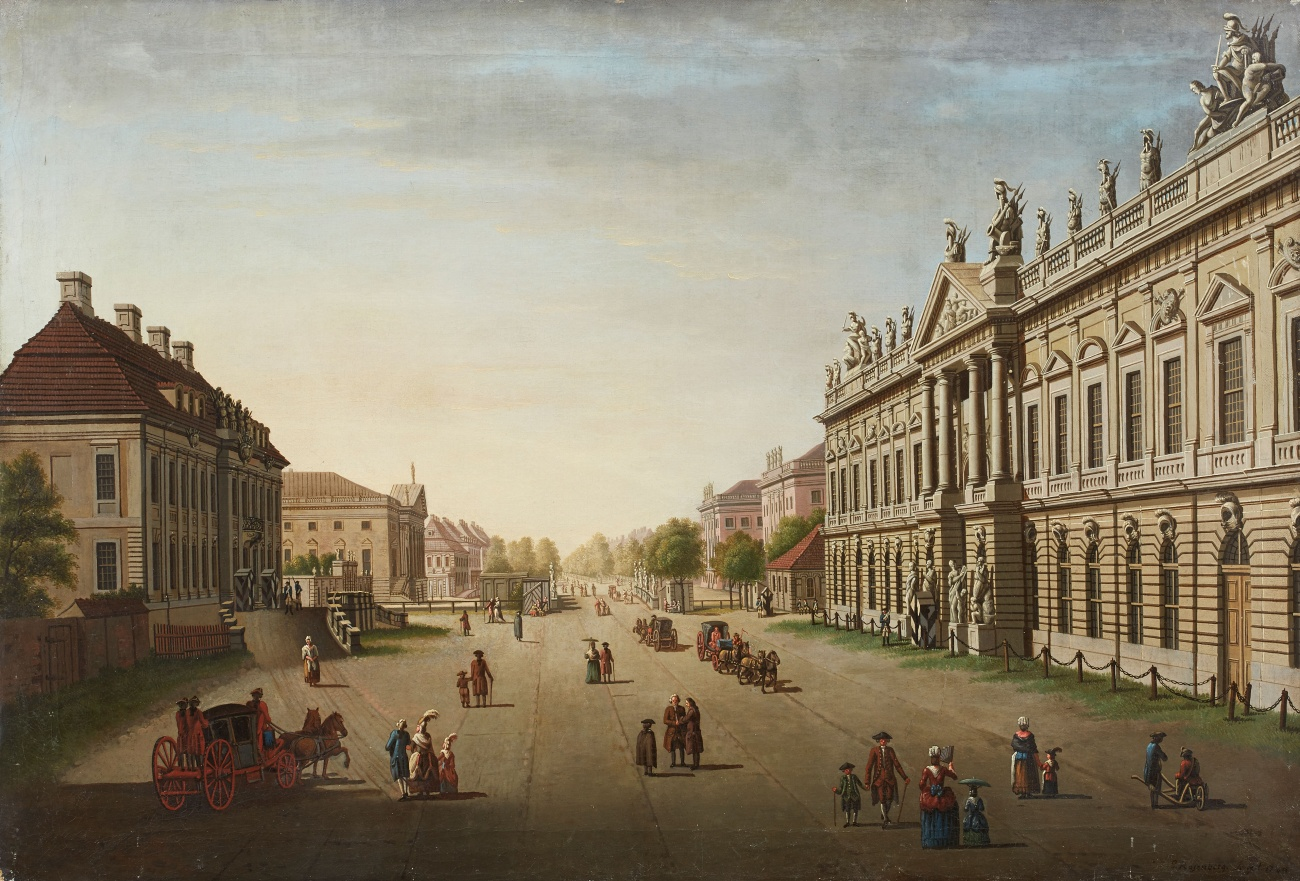
Von Memhardt erbautes Wohnhaus (links; Unter den Linden 1784).

Memhardt emigrierte um 1622 in die Niederlande, wo er vermutlich eine Ausbildung zum Festungsbauer durchlaufen hat. Seit 1638, andere Quellen sagen 1639 und 1640, diente er den Hohenzollern unter Kurfürst Georg Wilhelm als Baumeister. 1641 wurde er zum kurfürstlichen Ingenieur ernannt. 1650 berief ihn der „Große Kurfürst“ Friedrich Wilhelm zum Hofbaumeister in Berlin, wo Memhardt mit der Planung der höfischen Bauten beauftragt wurde. Unter seiner Mitwirkung wurde das Residenzschloss instand gesetzt und für die Kurfürstin Louise Henriette eine Kapelle sowie nach Umgestaltung des Berliner Lustgartens ein neues Lusthaus, die „Grotte“ und das Ball- und Pförtnerhaus errichtet.

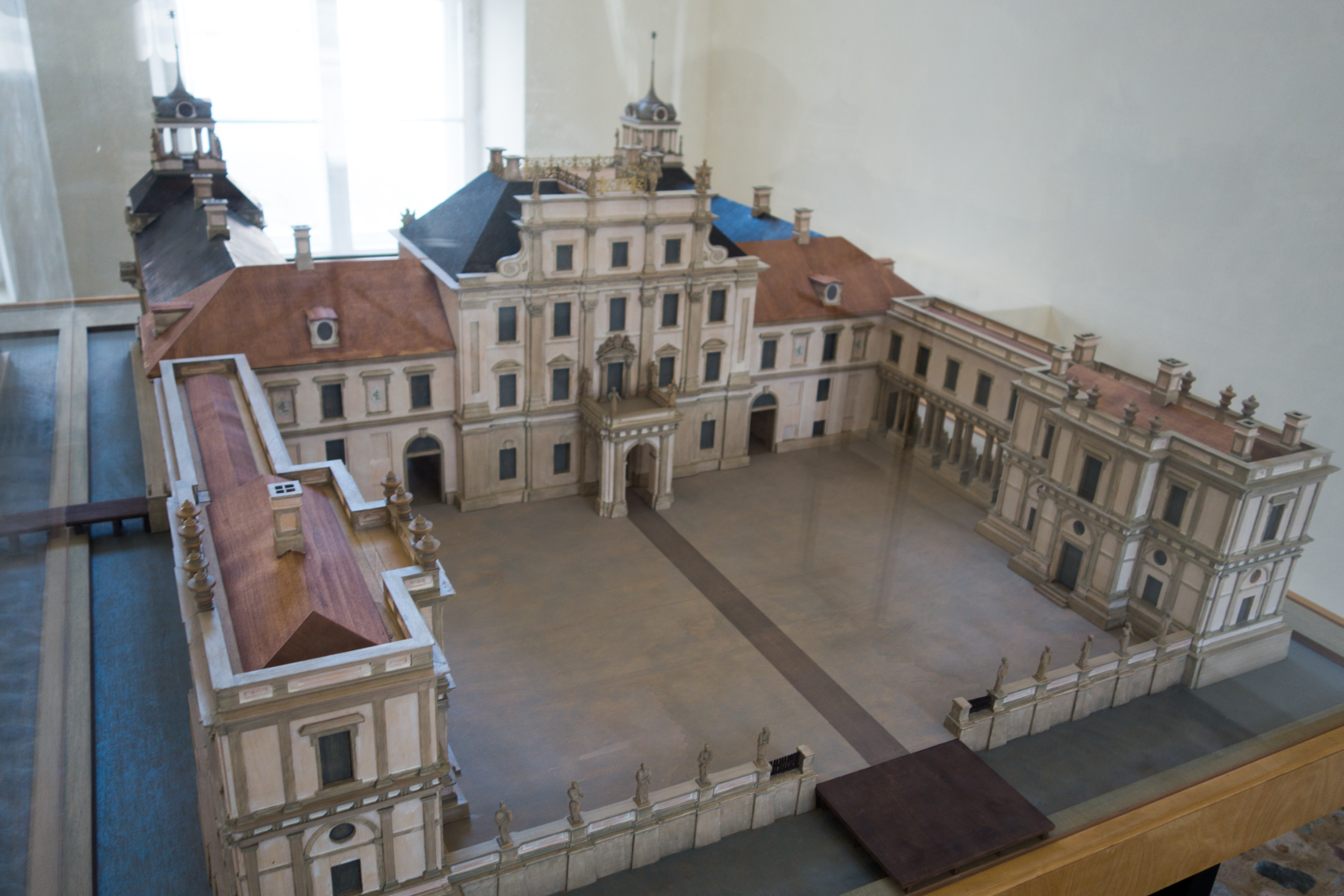
Modell von Schloss Oranienburg mit den rückwärtigen Türmen Memhardts.

Seit 1656 oblag ihm die Oberaufsicht über alle kurfürstlichen Bauten. Die spätestens seit 1658 folgende Befestigung Berlins verlief ursprünglich unter seiner Führung und wurde von Johann Arnold Nering vollendet. Rund fünf Jahre nach seinem Tod wurde die kostspielige Fortifikation Berlins nach Planung Memhardts durch den Bau des Leipziger Tors beendet. In Potsdam begann um 1660 unter seiner Leitung der Neubau des Stadtschlosses und seit 1651 wurden Schloss und Garten Oranienburg nach Memhardts Entwürfen erbaut. Das Corps de Logis mit seiner vertikalen Ausrichtung und den Turmaufbauten auf den Seitenflügeln orientieren sich am zeitgenössischen holländischen Klassizismus. Die durch Arkaden mit dem Corps de Logis verbundenen Pavillons sind spätere Zutaten Arnold Nerings und Eosander von Göthes.
Die Mehrzahl der nach seinen Plänen errichteten Gebäude wurden im Zweiten Weltkrieg zerstört. In Berlin-Mitte ist die Memhardstraße in der Nähe des Alexanderplatz seit den 1920er-Jahren nach ihm benannt.
Im Jahr 1664 wurde Memhardt zum Lehrer des Kurprinzen und späteren Friedrich I. ernannt und 1669 wurde er erster, ehrenamtlicher Bürgermeister der seit 1662 zur dritten Residenzstadt Friedrichswerder ausgebauten Neustadt.

## Kommandantenhaus

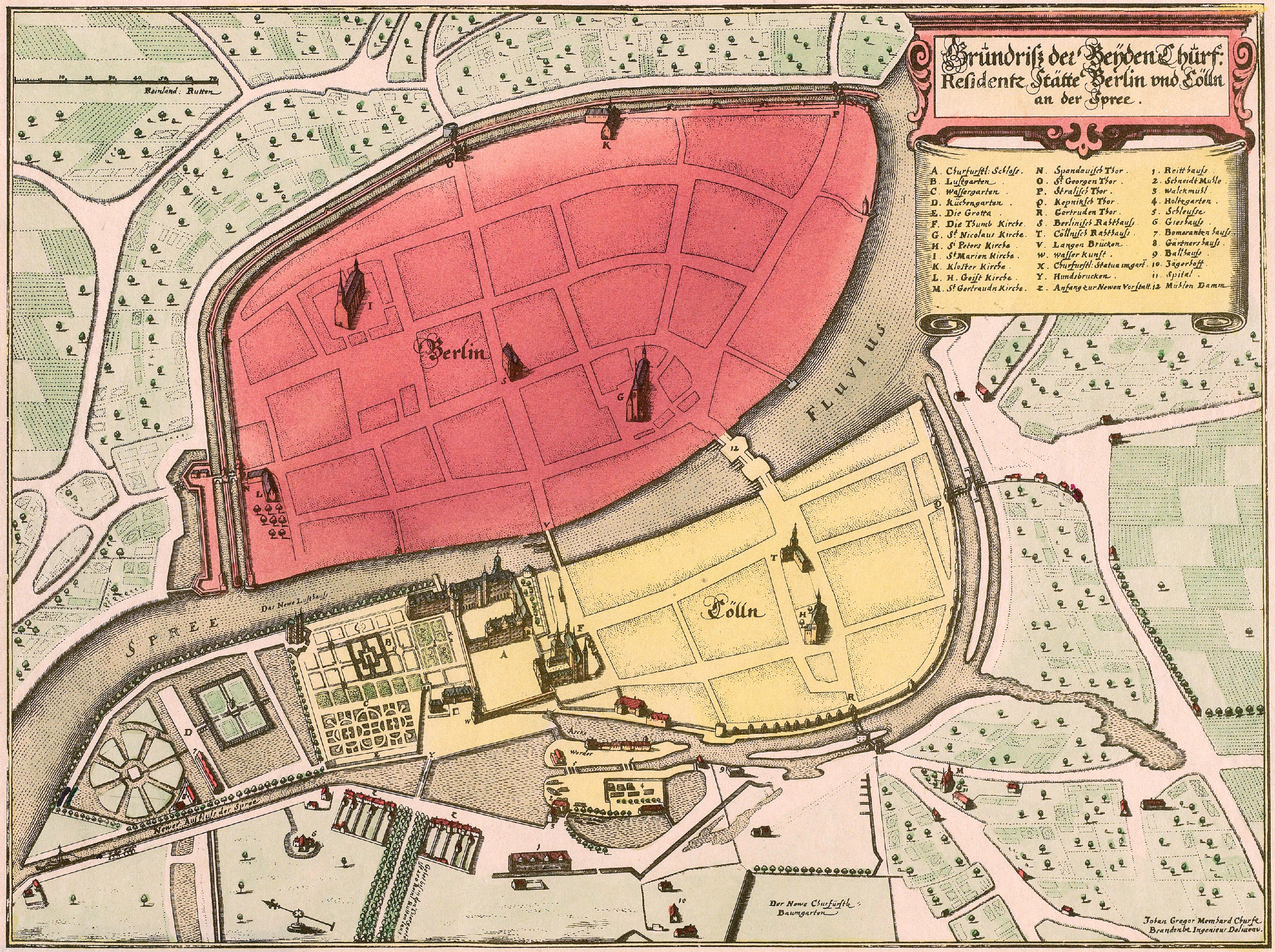
Der Memhardt-Plan, Bau- und Stadtplan für Berlin-Cölln, 1652

Der Kurfürst begüterte seinen Baumeister unter anderem mit einem Grundstück in der „Niederlag-Strasse am Wasser“, unweit der Hundebrücke, der heutigen Schlossbrücke. Das südlich angrenzende Gelände zum Spreearm und dem geplanten, neuen kurfürstlichen Hafen musste erst trockengelegt werden. Memhardt errichtete wahrscheinlich zwischen 1653 und 1656 an der heutigen Straße Unter den Linden, nahe der damaligen Eskarpemauer, sein Wohnhaus auf dem Friedrichswerder. Dieses Haus wurde nach Umbauten 1792/93 seit 1799 als Dienstgebäude der Berliner Kommandantur genutzt. Heute befindet sich an dieser Stelle ein Neubau mit einer rekonstruierten historischen Fassade aus dem 19. Jahrhundert, den die Bertelsmann AG für ihre Hauptstadtrepräsentanz errichtet hat.

## Memhardt-Plan
Bekannt ist der sogenannte „Memhardt-Plan“, der älteste bekannte Stadtplan der Doppelstadt Berlin-Cölln, der auf den Vermessungen Memhardts beruht und 1652 in der Zeillerischen Chronik erstmals veröffentlicht wurde. Die Bezeichnung Stadtplan für diesen Plan ist auch irreführend, da nur teilweise der damalige Istzustand und die vorgesehenen Baumaßnahmen beschrieben sind.

## Kooperierende zeitgenössische Baumeister
- Joachim Ernst Blesendorf, Parzellierer der Dorotheenstadt,
- Philip de Chiese,
- Michael Mathias Smids,
- Johann ten Venhuys.